# برابری منطقی
تساوی منطقی یک عملگر منطقی می‌باشد که بر تساوی و برابری در جبر بولی و دو شرطی منطقی در ریاضیات گزاره‌ای دلالت می‌کند. خروجی این تابع هنگامی درست می‌باشد که ارزش ورودی‌های آن یکسان و برابر باشند و در صورت متفاوت بودن، خروجی تابع نادرست خواهد بود.
نحوه نوشتن و بیان این عملگر در ریاضیات به اشکال زیر می‌باشد، اگر متغیرها x و y در نظر گرفته شوند داریم:
{\displaystyle {\begin{matrix}x\leftrightarrow y&\quad &\quad &x\Leftrightarrow y&\quad &Exy\\x\ {\mbox{EQ}}\ y&\quad &\quad &x=y\end{matrix}}}
برخی منطق دانان در نوشتن این عبارات تفاوت‌هایی قائل شده‌اند. برخی فرم تابعی (Functional Form) مانند آنچه در ستون سمت چپ آمده را درست می‌دانند و برخی فرم هم‌ارزی (Equational Form) مانند آنچه در ستون سمت راست آمده است را ترجیح می‌دهند.
در د انش ریاضیات از علامت "+" در راستی عملیات ا فزودن اعداد استفاده می‌شود اما این علامت در جبر بولی معنای دیگری دارد.
در جبر بولی معنای این علامت جدا از عملگر "V" (یای فصلی) می‌باشد و اساس آن مشابه عملگر نابرابری "≠" و یای انحصاری (XOR) می‌باشد.
در واقع این تفاوت در استفاده و کاربرد علامت‌ها باعث شد تا در برقراری ارتباط مهندسین و ریاضی دانان اختلافاتی پدید آید.
به هر روی نامساوی منطقی به یکی از رویه‌های ذکر شده در جدول زیر نوشته می‌شود:
{\displaystyle {\begin{matrix}x+y&\quad &\quad &x\not \equiv y&\quad &Jxy\\x\ {\mbox{XOR}}\ y&\quad &\quad &x\neq y\end{matrix}}}

## تعریف
تعریف این عملگر بدین صورت است که اگر و فقط اگر ورودی‌های آن برابر باشند خروجی درست خواهد بود و در غیر اینصورت خروجی نادرست خواهد بود.

## p EQ q،p = q،p ↔ q،p ≡ q،p == q
| p | q | p = q |
| - | - | ----- |
| ۰ | ۰ | ۱     |
| ۰ | ۱ | ۰     |
| ۱ | ۰ | ۰     |
| ۱ | ۱ | ۱     |